# José María Riofrío y Valdivieso
 José María Riofrío y Valdivieso (Cariamanga, Loja, Gran Colombia; 16 de noviembre de 1794- Loja, Ecuador, 22 de octubre de 1877), fue un sacerdote católico, que se desempeñaba como el III Arzobispo de Quito, desde 1861, hasta su dimisión en 1867

## Biografía

### Primeros años y formación
Nació en Cariamanga, Loja, Ecuador, en el cual Francisco Riofrío y Piedra y Rosa de Valdivieso fueron sus padres; Josefa (su hermana gemela) y Agustín sus hermanos.
Realizó sus estudios primarios y secundarios en Loja y en el Seminario San Luis en Quito.

### Sacerdocio
Fue ordenado sacerdote el 29 de junio de 1821.
- Fue vicerrector y rector del colegio San Bernardo.
- Párroco de San Juan del Valle. Cura vicario y juez eclesiástico de la Matriz de Loja.

- En dos ocasiones fue vicario capitular de la entonces diócesis de Cuenca, actual arquidiócesis de Cuenca y ocupó una Silla Canonical.
- Asistió como diputado a la Convención de 1845 y fue consejero de Gobierno.

## Episcopado

### Obispo y arzobispo en Quito
- En Quito fue nombrado prelado Doméstico del Papa, Protonotario Apostólico, Arcediano de la Catedral Metropolitana, Decano y Obispo titular de Ponpeyópolis y auxiliar del Arzobispo de Quito el 29 de junio de 1853 y arzobispo de Quito en 1861, siendo gestor del Primer Concilio Provincial Quitense.

- El 8 de diciembre de 1868 fue posesionado como administrador apostólico de Loja.

Administró la diócesis hasta el 30 de noviembre de 1876 cuando entregó al  primer obispo residencial.

#### Obras en el Arzobispado
- Reforma del Clero Secular y Regular de la Diócesis.

- Reforma del Monasterio de Monjas Concepcionistas.

- Convoca y conduce el Primero (1869) y segundo (1871) Sínodos Diocesanos.

- Organización del Coro de Canónigos.

- Concluyó y decoró el templo Catedral, consagrándola el 31 de octubre de 1865.

- Institucionalizó el Seminario Diocesano y logró que los Sacerdotes de la Misión de  Lazaristas asuman la Dirección durante noviembre de 1876.[1]

### Fallecimiento
Falleció el 22 de octubre de 1877 a los 82 años de edad.